# Энтелис, Ксения Николаевна
Ксе́ния Никола́евна Энте́лис (род. 18 января 1971, Москва) — российская актриса театра и кино, сценаристка.

## Биография
Родилась 18 января 1971 года в Москве в семье писателя-фельетониста Николая Яковлевича Энтелиса (1927—2017), автора статей и сатирических стихов в журнале «Крокодил».
В детстве мечтала стать археологом. Во время учёбы в школе мать отвела её в экспериментальный молодёжный театр Вячеслава Спесивцева. Тогда же Энтелис начала сниматься в детском киножурнале «Ералаш». После учёбы у Спесивцева поступила в Школу-студию МХАТ (курс И. М. Тарханова), среди преподавателей был Виталий Яковлевич Виленкин. Во время учёбы была направлена в музыкальную театральную школу в США (штат Флорида). Окончила Школу-студию МХАТ в 1992 году.
На третьем курсе была приглашена П. А. Штейном для участия в спектакле «Бременские музыканты» театра имени Ленинского комсомола, где сначала играла роли животных, а позже Атаманшу.
По окончании учёбы продолжила работу в «Ленкоме» в основном на танцевальных ролях. В 2002 году фирма «Мелодия-Европа» выпустила диск «Поют актёры театра „Ленком“», где песни на слова Энтелис исполняли, среди прочих, Николай Караченцов, Дмитрий Певцов, Александр Лазарев и Сергей Чонишвили. Впоследствии песни на слова Энтелис были использованы в сольном альбоме Певцова «Лунная дорога» и в кинофильме «Полосатое лето».
В «Ленкоме» Энтелис познакомилась с Александром Виста, музыкантом группы «Аракс», в 1998 году вышла за него замуж, родила сына Максима в 2000 году.
В 2003 году Энтелис ушла из «Ленкома» в антрепризу Александра Абдулова, игру в которой ей было проще совмещать со съёмками в кино, где сыграла центральную роль в одной из серий второго сезона «Марша Турецкого». В эти же годы играла в спектаклях «Квартета И», куда её пригласил Ростислав Хаит.
После ухода из «Ленкома» Энтелис приняла участие в ряде кино- и телепроектов. В неоконченном проекте «Твин Твикс» ей была отведена главная роль Риты. После того, как проект был свёрнут, Энтелис играла в телесериалах «Частный детектив», «Громовы», «Обречённая стать звездой», «Александровский сад», «Закон и порядок. Отдел оперативных расследований», «Защита против». Широкую популярность получила благодаря роли завуча, а впоследствии директора школы Елены Сергеевны Крыловой в мистическом детективе «Закрытая школа».

## Театральные работы

### Антреприза Александра Абдулова
- Всё проходит — Лена
- Семейная идиллия — Вика
- Бременские музыканты — Атаманша

### Квартет И
- День радио — Ксюша
- День выборов — Ксюша

### Театральный центр Арт-Вояж
- 7, 14, 21, … или Арифметика мужских измен — Хелен Шерман (главная роль)

## Фильмография

### Актёрские работы
| Год       |   | Название                                                              | Роль                                                         |
| --------- | - | --------------------------------------------------------------------- | ------------------------------------------------------------ |
| 1984      | с | Ералаш                                                                | подружка по танцам (эпизод «Сегодня будут танцы», выпуск 43) |
| 1986      | с | Ералаш                                                                | Маша (эпизод «Дышите глубже», выпуск 57)                     |
| 1997      | ф | Вор                                                                   | Люся, официантка, новая пассия Толяна                        |
| 2001—2002 | с | Марш Турецкого-2                                                      | Ксения, жена Бахметьева (эпизод «Перебежчик»)                |
| 2003      | ф | А поутру они проснулись                                               | жена Молчаливого                                             |
| 2003      | ф | Полосатое лето                                                        | Мария Николаевна                                             |
| 2004—2008 | с | Моя прекрасная няня                                                   | Елена Курощупова (Елена Байрон)                              |
| 2004      | с | Время жестоких                                                        | Круглова (в титрах не указана)                               |
| 2005      | ф | Виртуальный роман                                                     | Люба                                                         |
| 2005      | с | Частный детектив                                                      | Ольга Зарубина                                               |
| 2005—2007 | с | Обречённая стать звездой                                              | стилист Вика                                                 |
| 2006      | с | Громовы                                                               | Ирина Соколова                                               |
| 2007      | с | Александровский сад                                                   | Лидия Бодрова                                                |
| 2007      | с | Защита против                                                         | Лариса                                                       |
| 2007—2009 | с | Закон и порядок: Отдел оперативных расследований                      | помощник прокурора Светлана Щукина                           |
| 2007      | с | Громовы. Дом надежды                                                  | Ирина Соколова                                               |
| 2008      | с | Мент в законе                                                         | Жанна                                                        |
| 2010—2012 | с | Ефросинья                                                             | Ирина Максимовна Мартынова                                   |
| 2011—2012 | с | Закрытая школа                                                        | Елена Сергеевна Крылова                                      |
| 2014      | с | Полоса отчуждения                                                     | Зоя                                                          |
| 2015      | с | Школа выживания от одинокой женщины с тремя детьми в условиях кризиса | Анна Ивановна Клопина, учительница литературы                |
| 2015      | ф | Зелёная карета                                                        | Татьяна, мать Макса                                          |
| 2015      | с | Фамильные ценности                                                    | Ольга Максимовна Гореева, сестра Татьяны                     |
| 2016      | с | Провокатор                                                            | Оксана Борисовна Фомина, заместительница Матвеева            |
| 2022      | с | Киллер                                                                | Маргарита, главврач поликлиники                              |

### Сценарные работы
- 2018 — Коп